# قائمة زملاء الجمعية الملكية المنتخبين في 1999
هذه الصفحة تعرض قائمة زملاء الجمعية الملكية المُنتخبين لعام 1999.

## الزملاء
- لورنا كاسيلتون
- Douglas Fearon [الإنجليزية]‏
- John Pethica [الإنجليزية]‏
- أثينا دونالد
- ديفيد كوكاين
- إرنست مككولوك
- John McWhirter (mathematician) [الإنجليزية]‏
- Janet Thornton [الإنجليزية]‏
- بيتر وليامز
- Joseph Silk [الإنجليزية]‏
- رايموند ديكسون
- Alan Hall [الإنجليزية]‏
- ديريك دينتون
- روزا بيدنجتون
- جون شيبرد
- Frances Ashcroft [الإنجليزية]‏
- Tony Trewavas [الإنجليزية]‏
- John Mollon [الإنجليزية]‏
- ألان ووكر
- أنتوني باريت [الإنجليزية]‏
- David Delpy [الإنجليزية]‏
- Philip England [الإنجليزية]‏
- مجدي يعقوب
- Dolph Schluter [الإنجليزية]‏

## الأعضاء الأجانب
- إدوارد ويتن
- جيلبرت ستورك
- روبرت هوبر
- جورج ليديارد ستودارد